# Pablo de Santis
Pablo de Santis (* 27. Februar 1963 in Buenos Aires, Argentinien) ist ein argentinischer Schriftsteller.
Er studierte Literatur an der Universität Buenos Aires und arbeitete als Journalist und Verfasser von Comics-Texten. 1995 veröffentlichte er das Album Rompecabezas, das einige der Comics enthält, die in Zusammenarbeit mit dem Zeichner Max Cachimba (Pseudonym von Juan Pablo González) für die Zeitschrift Fierro entstanden, deren Chefredakteur er war. Er hat rund ein Dutzend Kinder- und Jugendbücher geschrieben. Seinen ersten Roman El palacio de la noche veröffentlichte er 1987. Zudem verfasste er Texte für mehrere Fernsehprogramme sowie verschiedene Essays über das Comics-Genre. Seine Werke sind in zahlreiche west- und osteuropäische Sprachen, darunter auch auf Deutsch, übersetzt worden. Mit dem Roman Die Übersetzung wurde er 1997 Finalist des Literaturpreises Premio Planeta.

## Werke (Auswahl)
- 1998 La traducción (Roman)
  - Die Übersetzung, dt. von Gisbert Haefs, Unionsverlag, Zürich 2002, ISBN 3-293-20225-X
- 1998 Filosofia y letras (Roman)
  - Die Fakultät, dt. von Claudia Wuttke, Unionsverlag, Zürich 2002, ISBN 3-293-00296-X
- 2001 El calígrafo de Voltaire (Roman)
  - Voltaires Kalligraph, dt. von Claudia Wuttke. Unionsverlag, Zürich 2004, ISBN 3-293-00328-1
- 2005 La sexta lámpara (Roman)
  - Die sechste Laterne, dt. von Claudia Wuttke, Unionsverlag, Zürich 2007, ISBN 3-293-00372-9
- 2007 El Enigma de París (Roman)
  - Das Rätsel von Paris, dt. von Claudia Wuttke, Unionsverlag, Zürich 2010, ISBN 978-3-293-00413-9

## Filmografie (Auswahl)
Vorlage
- 2014: Der Spiele-Erfinder (El inventor de juegos)

Drehbuch
- 2015–2017: El hipnotizador (Fernsehserie)